# Jesper Jansson
Jesper Jansson (Växjö, 8 gennaio 1971) è un dirigente sportivo ed ex calciatore svedese, di ruolo difensore, attuale direttore sportivo dell'Omonia.

## Biografia
È fratello minore di Ulrik Jansson, anch'egli calciatore, ma di ruolo centrocampista, nonché padre del calciatore Kevin Höög Jansson.

## Carriera

### Giocatore

#### Club
Jansson giocò, in carriera, con le maglie di Öster, AIK e Djurgården, prima di passare ai norvegesi dello Stabæk. Esordì nella Tippeligaen il 4 giugno 1997, quando fu titolare nel successo per 1-0 sul Tromsø. Vinse la Coppa di Norvegia 1998.
Lasciò poi la squadra e firmò per i belgi di Genk, con cui vinse un'altra coppa nazionale. Tornò poi in patria per giocare nell'Helsingborg dove, insieme al fratello Ulrik Jansson, giocò anche la fase a gironi della UEFA Champions League 2000-2001. Nel 2005 tornò a giocare nello Stabæk, prima di passare all'Högaborg nelle serie minori a fine carriera.

#### Nazionale
Jansson partecipò alla XXV Olimpiade con la sua Nazionale. Giocò un incontro per la Svezia, nel 1994.

### Dirigente sportivo
Nel febbraio del 2008 Jansson venne assunto come direttore sportivo dell'Helsingborg, squadra di cui era già stato giocatore e capitano. Durante la sua permanenza da dirigente, la squadra rossoblu vinse nel 2011 sia il titolo nazionale che la Coppa di Svezia, oltre a due Supercoppe. Lasciò il proprio ruolo nell'agosto del 2014, continuando per pochi mesi ad avere altri incarichi all'interno del club fino al gennaio del 2015. Successivamente, nel 2015-2016, per poco più di un anno ebbe una parentesi come capo dello scouting dell'FC Copenaghen.
Il 28 aprile 2017 Jansson venne presentato come nuovo direttore sportivo dell'Hammarby. La squadra, che aveva giocato la sua ultima partita in Europa nell'ottobre 2007 e che intanto aveva militato nella seconda serie nazionale dal 2010 al 2014, sotto la sua gestione ha ottenuto tre partecipazioni alle coppe europee (una nella UEFA Europa League 2020-2021 e due nelle edizioni 2021-2022 e 2023-2024 della UEFA Europa Conference League), vincendo nel frattempo anche una Coppa di Svezia. Oltre a migliorare i risultati sportivi, riuscì anche a rafforzare la società dal punto di vista finanziario grazie ad alcune tra le cessioni più redditizie nella storia del club, avendo venduto per esempio giocatori per quasi 140 milioni di corone (quasi 13 milioni di euro) nella sola stagione 2022.
Nel giugno 2023, dopo oltre sei stagioni dietro la scrivania dei biancoverdi, si dimise dall'Hammarby per accettare l'offerta dei ciprioti dell'Omonia. Il rapporto con il club di Nicosia terminò ufficialmente il 1º febbraio 2024 e sfociò in accuse reciproche.
Il 2 ottobre 2024 divenne responsabile dell'area sportiva dell'Öster, il principale club della sua città natale in cui egli militò da giocatore fino a 31 anni prima. La formazione rossoblù, che in quel momento giocava nella seconda serie nazionale ed era in lotta per salire in Allsvenskan, centrò la promozione poche settimane più tardi.

## Palmarès

### Club

#### Competizioni nazionali
- Coppa di Norvegia: 1

Stabæk: 1998
- Coppa del Belgio: 1

Genk: 1999-2000